# Amt Altenberg
Das Amt Altenberg war eine im Erzgebirgischen Kreis gelegene territoriale Verwaltungseinheit des Kurfürstentums Sachsen.
Bis zum Ende der sächsischen Ämterverfassung im Jahr 1856 bildete es den räumlichen Bezugspunkt für die Einforderung landesherrlicher Abgaben und Frondienste, für Polizei, Rechtsprechung und Heeresfolge.

## Geographische Ausdehnung
Das Gebiet des Amts Altenberg liegt im Osterzgebirge. Im Süden grenzte das Amt unmittelbar an das Königreich Böhmen. Durch ein östliches Teilstück des Amtsgebietes führte die Dresden-Teplitzer Poststraße als wichtige Verkehrsachse.

## Geschichte
Das obere Osterzgebirge war zunächst nur relativ schwach besiedelt und gehörte im Spätmittelalter zur Herrschaft derer von  Bernstein in Bärenstein. Durch Verkauf an Herzog Albrecht gelangte die Herrschaft Bernstein im Jahre 1491 an das albertinische Sachsen. Im Zuge der Ämterneubildung entstand hier mit der Bergstadt Altenberg als Sitz das Amt Altenberg. Lediglich in der Zeit von 1781 bis 1833 wurde das Amtsgebiet aus praktischen Gründen vom Amtmann des Amtes Dippoldiswalde mitverwaltet, wobei die beiden Rentämter Altenberg und Dippoldiswalde und somit das Rechnungswesen inklusive Registratur jedoch getrennt blieben. 1833 wurde das Bildung des Gerichts Altenberg das Justizamt endgültig aufgelöst. Das Rentamt blieb bis 1856 in Verbindung mit dem Rentamt Dippoldiswalde noch bestehen.

## Zugehörige Orte
Hauptort des Amtes war die namensgebende Stadt Altenberg. Die zweitwichtigsten Ort auf dem Territorium des Amtes waren die Stadt Alt-Geising und die Stadt Glashütte (Sachsen). Daneben gab es mehrere Amtsdörfer und Rittergutsherrschaften, darunter Dönschten (später Amt Pirna) und die Wüstung Weigelswalde.
1560 wurde der Kreuzwald zwischen den beiden Dörfern Reichenau und Hermsdorf/Erzgeb. auf dem Amt Frauenstein herausgelöst und als Exklave dem Amt Altenberg zugeordnet.

## Amtleute
- Christian Friedrich Wiese (1765/73 Amtmann)
- Johann Heinrich Neizsch (1780)